# Nueva Filipinas
La Nueva Filipinas (Nova Filipines) era una de les divisions administratives del virregnat de la Nova Espanya que es correspon a l'actual estatunidenc de Texas.
Nuevas Filipinas va també ser el nom de l'actual ciutat cubana de Pinar del Río.